# Microtityus farleyi
Espèce
Microtityus farleyi est une espèce de scorpions de la famille des Buthidae.

## Distribution
Cette espèce est endémique de la province de Guantánamo à Cuba. Elle se rencontre vers Maisí.

## Description
Le mâle holotype mesure 13,1 mm, les mâles mesurent de 11,8 à 13,7 mm et les femelles de 12,1 à 17,2 mm.

## Étymologie
Cette espèce est nommée en l'honneur de Roger D. Farley.

## Publication originale
- Teruel, 2000 : « Una nueva especie de. Microtityus Kjellesvig-Waering 1966. (Scorpiones: Buthidae) de Cuba oriental. » Revista Ibérica de Aracnología, no 1, p. 31-35 (texte intégral).